# ゆかりっくFes '18 in Japan
『ゆかりっくFes '18 in Japan』（ゆかりっくフェス にせんじゅうはち イン ジャパン）は、田村ゆかりの通算19作目の映像作品。Blu-rayは通算13作目となる。2019年8月12日開催の田村ゆかり LOVE♡LIVE 2019 *Twilight♡Chandelier*追加公演のパシフィコ横浜公演の物販にてBlu-rayがリリースされた。その後、田村ゆかりOFFICIAL STOREより発売された。

## 概要
2018年10月6日・7日に幕張メッセ国際展示場1～3ホールで行われた「ゆかりっくFes '18 in Japan」の公演、7日が収録されている。
特典映像は「ドキュメンタリー 《ROAD TO YUKARIC FES》」が収録されている。
出演者は、田村ゆかり、神楽坂ゆか、120600mAh-Metal Ampere Hour-、風の香りと太陽、スイミィスイミィ、Charlotta Mueller（出演キャンセル）、田村ゆかり（Voice Actress）、Don’t MOVE、NEKO ALL STARS、DJえもん。

## 演奏会場
- 千葉 幕張メッセ 国際展示場

## 収録内容
- 神楽坂ゆか

1. コードレス☆照れ☆PHONE
2. ココナッツガールは誘われたい
3. ひと夏の秘密
4. 教えてヴィヴァルディ
5. Doki Doki☆πパイン

- Voice actress 田村ゆかり

1. 恋のヒメヒメぺったんこ
2. あ、ほーるうにゅわーるど。
3. なんでもないや
4. OVER HEAT,OVER HEART

- 120600mAh -Metal Ampere Hour-

1. HITOME VOLTAGE
2. ラムのラブソング
3. 幽玄サクリファイス
4. †メタウサ姫～黒ゆかり王国ミサ～†

- -DJえもん DOCUMENTARY PLAY-
- 風の香りと太陽

1. アシンメトリー
2. 蝶々結び
3. チェリー

- Don't MOVE

1. Trouble Emotion
2. You & Me
3. Gamble Rumble
4. パーティーは終わらない

- スイミィスイミィ

1. SECRET EYES
2. Sweet Trap
3. SUKI KIRAI
4. ENDLESS MEMORIES

- 田村ゆかり

1. Shining Rabbit
2. チェルシーガール
3. チェルシーガール
4. 痛いよ
5. 雨のパンセ
6. ジェラシーのその後で
7. Fantastic future
8. 永遠のひとつ
9. 14秒後にKISSして♡
10. fancy baby doll
11. ゆかりはゆかり♡

特典映像
- ドキュメンタリー 《ROAD TO YUKARIC FES》